# Lisa Feldman Barrett
Lisa Feldman Barrett (ur. 1963 w Toronto) – kanadyjsko-amerykańska badaczka, zajmująca się emocjami z perspektywy psychologii i neuronauki. Jest profesorką psychologii na Northeastern University, gdzie kieruje Interdyscyplinarnym Laboratorium Nauk Afektywnych. Współzałożycielka Towarzystwa Nauk Afektywnych (Society for Affective Science). Autorka książek Jak powstają emocje. Sekretne życie mózgu oraz Mózg nie służy do myślenia, licznych recenzowanych prac naukowych oraz popularnonaukowych, a także popularyzatorskiego wykładu TED, odtworzonego ponad 6 milionów razy. Przedstawicielka teorii konstruktywizmu psychologicznego, zakładającej, że emocje nie są biernymi reakcjami na świat, są czynnie konstruowane przez mózg.

## Biografia
Ukończyła psychologię na Uniwersytecie Toronto w 1986 roku, a następnie − w 1992 roku − psychologię kliniczną na Uniwersytecie w Waterloo. Początkowo po studiach zamierzała zostać terapeutką. Zafascynowały ją jednak problemy z replikacją badań poświęconych odróżnianiu niepokoju i depresji. Problemy te wskazywały na to, że być może używane dotychczas narzędzia badawcze związane z emocjami, a także oparte na nich prace, mogą budzić wątpliwości. Po stażu klinicznym na University of Manitoba Medical School, pracowała jako profesor na Uniwersytecie Stanu Pensylwania, w Boston College i Northeastern University. W ciągu dwóch dekad przeszła od psychologii klinicznej do psychologii społecznej, psychofizjologii, kognitywistyki i neuronauki kognitywnej. W latach 2019–2020 pełniła funkcję prezeski Towarzystwa Nauk Psychologicznych (Association for Psychological Science). W latach 2018–2021 znajdowała się wśród jednego procenta najczęściej cytowanych naukowców na świecie w okresie dziesięciu lat.
Poza pracą naukową, Barrett napisała dwie książki popularyzatorskie: Jak powstają emocje. Sekretne życie mózgu (org. How Emotions are Made: The Secret Life of the Brain, 2017) oraz Mózg nie służy do myślenia. 7 i pół wywrotowych lekcji o mózgu (org. Seven and a Half Lessons About the Brain, 2020). 